# Liste von Höhlen im Kreis Euskirchen
Die Liste von Höhlen im Kreis Euskirchen benennt natürliche und künstliche Höhlen im Kreis Euskirchen.

## Liste
| Bezeichnung      | Lage                   | Bemerkungen | Bild |
| ---------------- | ---------------------- | --- | ---- |
| Kakushöhle       | Dreimühlen, Mechernich | Karsthöhle. Funde der Ahrensburger Kultur. |      |
| Kaltes Loch      | Dreimühlen, Mechernich | 50 m nördlich der Kakushöhle. |      |
| Kleine Höhle     | Dreimühlen, Mechernich | am Kartstein, nordwestlich der Kakushöhle. |      |
| Mannenberghöhlen | Nettersheim            | Vier Höhlen. 73 m, 60 m und eine kleine Höhle sowie ein 100 m langer Stollen. |      |
| Fuchshöhle       | Marmagen, Nettersheim  | 6 m. Im östlichen steilen Talhang des Mertesberges im Dolomitkalkgestein, der zwei unterirdische Kammern verbindet. Die Höhle entstand im 18. Jahrhundert bei Versuchsgrabungen für ein vermutetes Silbererz-Vorkommen. |      |
| Zwergenloch      | Kirspenich             | In einem stillgelegten Steinbruch nördlich des Zwergbergs. Der Sage nach führte die Höhle zum Kloster Schweinheim. Abgebildet ist die Höhle auf einem Bild von Anton Keldenich, 1923.                                   |      |